# Garay Alajos
Garay Alajos (Szekszárd, 1818. december 24. – Dunaszekcső, 1886. január 18.) katolikus plébános, Garay János költő testvéröccse.

## Élete
Szülővárosában végezte elemi iskoláit. 1828-ban Pécsre került, ahol a gimnáziumot, kivéve a II. osztályt, melybe Kecskeméten a kegyesrendiekhez járt, végezte; valamint a bölcseletet is Pécsett hallgatta. A VII. osztályból a pécsi növendék papok közé vétetett föl. A hittani folyam után, a felszentelési kor hiányában, nevelő lett a Mihalovics családnál Fericsancén (Verőce vármegye), ahol két évet töltött.  
1842-ben Nádasdra rendeltetett segédlelkésznek, hol három és fél évig működött, azután Mágocsra ment szintén segédnek. 1846-ban Mocsoládon lett plébános és 1850-től Lovászhetényben lelkészkedett; 1855-ben Kisszékelybe tétetett át plébánosnak. 1860-ban Pestre költözött, hol kizárólag az irodalommal foglalkozott s a Szent István Társulatnál, valamint a Szent László Társulatnál titkár és könyvtárnok volt. Tevékeny részt vett a Szent István Társulat által kiadott Szentek élete szerkesztésében.  
1864-ben szalatnaki plébános lett, honnét 1867-ben a pécsi püspöki tanító-képzőhöz helyettes hitoktató- s tanárnak, 1870-ben Majsra adminisztratornak, onnan pedig Dunaszekcsőre plébánosnak neveztetett ki. 
Költeményeket irt a Regélőbe (1835), az Anastasiába (1838), a Rajzolatokba (1839. Első Ulászló balladája s beszély), a Honművészbe (1839), a Pesti Divatlapba (1844. Badacsonyi álnévvel is), az Életképekbe (1845), az Őrangyalba (1845) a Családi Lapokba (1853-57), a Kath. Néplapba (beszélyek, regék), a Szépirodalmi Figyelőbe (1861); egyházi beszédeket irt a Pázmány Füzetekbe (1859), tört. beszélyeket a Tanférfiak Évkönyvébe (1860), Idők Tanújába (1860. I. sz., Elágazott életutak cz. regénye a 181. és köv. sz.); Az árva fiú c. tíz arannyal jutalmazott népies beszélye a Szegedi Híradóban (1859.) jelent meg; a Pécsi Figyelőnek és a Mohács és Vidékének pedig rendes munkatársa volt.

## Munkái
- Május 4-dike, 1848. Pécs (8rét egy levél, költemény)
- Dalhangok a kath. egyház őstörténete s szokásaiból, Szegszárd, 1852
- Örömhang Girk György pécsi püspök székfoglalására jún. 1. 1853
- Falusi élet. Népies elbeszélések. Képek a közéletből. Pest, 1856, két kötet
- Betulia hölgye. Hősköltemény 6 énekben. Kiadta Sujánszky. Pest, 1860[2]
- Temetési gyászénekek, s szokásos egyházi imák és szent szertartásokkal. Pest, 1860 (Solya Antal és Engeszer Mátyással együtt)
- Szent László magyar király tisztelete. Pest, 1863
- Berta királyné. Tört. regény a XI. századból. Bolanden Konrád után németből ford. Pest, 1863
- Összes szépirodalmi művei tiz kötetben. I. kötet. Pécs. 1867 (több nem jelent meg)
- Életrajzok. 1. füz. Lonkay és Lőrinczy, vagy Posznyánszki és Laurencsics. 2. füz. Mátyás deák és Hobortfi Adalbert. Pécs, 1874-75. 3. füzet. Mohács, 1883
- Hazafias egyházi szónoklatok. A mohácsi vész emlékünnepén és a szigetvári vértanúk előestéjének évfordulóján. 1878. Mohács, 1879 (A befolyt összeg a mohácsi vérmezőn elesett őseink emlékszobrának felállítására fordíttatik.)
- A pécsi székesegyház érdekében. Szekszárd, 1882
- Zsidó bevándorlás. 12 röpirat. Szekszárd, 1885

Szerkesztette a Magyar Egyházi Szónok c. havi folyóiratot 1861-től 1883-ig, melyben vasárnapi ünnepi, böjti, alkalmi, oltári beszédek és homiliák jelentek meg összesen három évfolyamban, és a Szent-István társulat Naptárát 1862-1864-ig Pesten.
Kiadta Szemennyei Mihály, Szenvedéshelyek c. böjti elmélkedéseit (Pécs, 1861). Kuliffay Ede Szentelt Koszorú c. költeményfüzérét (Pest, 1863.) és Hirscher Elmélkedéseit, Lukácsek János fordításában. (Pest 1863. Két kötet.) Álneve Badacsonyi.